# Ангел (сезон 4)
«Ангел» (англ. Angel) — американский телесериал, спин-офф телесериала «Баффи — истребительница вампиров».

## Сюжет
Прошло три месяца после предыдущих событий. Ганн и Фред разыскивают Ангела и Корделию. Коннор живёт с ними в гостинице и помогает им в истреблении демонов, но не в поисках Ангела. Уэсли с помощью пленённой им Джастин достаёт Ангела с морского дна, который тут же устраивает разборки с сыном, в итоге чего Коннор уходит из гостиницы. Ангел наблюдает за жизнью сына, не попадаясь ему на глаза.
Ганн, Фред и Ангел едут в гости к Лорну в Вегас, не подозревая, что того удерживают в роскошном казино силой, да и в самом казино не все чисто. Вызволив Лорна и попутно спасая всех остальных, друзья возвращаются в ЛА, где обнаруживают стоящую посреди холла их гостиницы Корделию, потерявшую память. Пытаясь не напугать, друзья скрывают от неё сначала сверхъестественную часть их жизни, в результате чего Корделия вместе с Коннором, который честен с ней, поселяется на заброшенном чердаке.
Лорн добывает зелье, которое должно вернуть память Корделии, но вместо этого чары превращают всех друзей в 17-летних подростков, не знающих друг друга. Единственный, на кого не повлияло зелье, Лорн исправляет ситуацию, и все становится на свои места, к Корделии возвращается память, но не чувство влюблённости к Ангелу.
В городе появляется новый «плохой парень» — некто по имени Зверь, который мало того, что снёс чуть ли не половину Лос-Анджелеса, так ещё и сделал так, что солнце перестало светить. Оказывается также, что у Зверя есть хозяин. Также выясняется, что Зверя должен был знать Ангелус. Беременная от Коннора Корделия (впрочем, как окажется, это совсем не Корделия) крадёт душу Ангела, и теперь в городе хозяйничает сам бич Европы — Ангелус, который в конце концов убивает Зверя. Чтобы справится с Ангелусом, Уэсли вызволяет из тюрьмы Фэйт, но вернуть душу бывшему душевному вампиру удаётся только Уиллоу.
В конце сезона Корделия рожает «девочку» Жасмин (также по совместительству хозяина «почившего с миром» Зверя). Внучка Ангела получилась отменной: 180 см роста, 65 кг веса, да ещё и негритянка при абсолютно белых родителях! Позже окажется что Жасмин — чудовище, которое притворяется богиней. Весь мир падает на колени пред ней. Но, со временем удаётся справиться с действием её чар (собственно говоря, как и с ней самой — проблемы при её уничтожении вызвало мнимое родство с Ангелом и другими. Скрепя сердце они с этим справились).
В конце сезона ради спасения собственного сына и в обмен на абсолютно новую жизнь, без воспоминаний о прошлом, Ангел, а также вся его команда соглашаются взяться за управление офисом «Вольфрам и Харт» в ЛА. Ангел получает тот самый амулет, который позже отвезёт в Саннидейл и которым Спайк закроет Адскую Пасть.

## В ролях

### Основной состав
- Дэвид Бореаназ — Ангел
- Каризма Карпентер — Корделия Чейз
- Джей Огуст Ричардс — Чарльз Ганн
- Эми Экер — Фред
- Винсент Карчайзер — Коннор
- Алексис Денисоф — Уэсли Вендом-Прайс
- Энди Хэллетт — Лорн

### Второстепенный состав
- Стефани Романов — Лайла Морган
- Владимир Кулич — Зверь
- Джина Торрес — Жасмин
- Алекса Давалос — Гвен Райден
- Элайза Душку — Фэйт
- Дэниел Дэ Ким — Гэвин Парк
- Джули Бенц — Дарла
- Элисон Ханниган — Уиллоу Розенберг

## Эпизоды
| № общий | № в сезоне | Название                                                       | Режиссёр          | Автор сценария                               | Дата премьеры   | Произв. код | Зрители в США (млн) |
| --- | ---------- | -------------------------------------------------------------- | ----------------- | -------------------------------------------- | --------------- | ----------- | ------------------- |
| 67 | 1          | «Deep Down» «Глубина»                                          | Терренс О’Хара    | Стивен С. Денайт                             | 6 октября 2002  | 4ADH01      | 4.57                |
| Фред и Ганн на протяжении трёх месяцев ищут след Ангела и Корделии и сражаются с демонами. Коннор живёт с ними в гостинице и помогает в борьбе с демонами — но не в поисках отца. Когда Фред и Ганн нападают на след, Коннор его уничтожает. Ангел все это время страдает от видений на дне моря. У Лайлы и Уэсли завязываются отношения, которые вряд ли можно назвать любовными. В результате офисных интриг Лайла занимает место своего начальника. С помощью пленённой им Джастин Уэсли вытаскивает Ангела со дна морского и приводит его в гостиницу, где тот незамедлительно устраивает разборки с Коннором, в результате которых Коннор уходит из гостиницы. |            |                                                                |                   |                                              |                 |             |                     |
| 68 | 2          | «Ground State» «Заземление»                                    | Майкл Гроссман    | Мер Смит                                     | 13 октября 2002 | 4ADH02      | 4.21                |
| Друзья забирают вещи Корделии из квартиры, потому что не могут оплачивать пустую квартиру и переносят их в гостиницу. Уэсли отдаёт Ангелу все бумаги, которые он собрал, расследуя исчезновение Корделии самостоятельно, и подсказывает, к кому он должен обратиться, чтобы найти её след. Пытаяс следовать подсказке божества, которое знает обо всем, что потерялось, Ангел должен достать старинный артефакт из хорошо охраняемого хранилища, на который в это же время поступил заказ другой сверхъестественной воровке артефактов, мисс Электрический разряд. Забрав артефакт из под носа Ангела и чуть не убив Ганна, она скрывается. Найдя её через Лайлу, Ангел приходит на место её встречи с Заказчиком и спасает ей жизнь. Получив Артефакт, Ангел наконец то узнаёт, где Корделия.                                                    |            |                                                                |                   |                                              |                 |             |                     |
| 69 | 3          | «The House Always Wins» «Казино всегда выигрывает»             | Марита Грабиак    | Дэвид Фьюри                                  | 20 октября 2002 | 4ADH03      | 5.07                |
| Ганн, Фред и Ангел отправляются в гости к Лорну в Вегас, не подозревая, что того удерживают там силой. В казино ищут с помощью Лорна людей, которым судьбой предназначены Власть, богатство и Деньги, предлагают им сыграть в лотерею на миллион, в которой никто не выигрывает. Ангел, пытаясь спасти невинную, сам проигрывает свою Судьбу и попадает под чары казино, Фред и Ганн вызволяют Лорна и пытаются бежать, но им это не удаётся. Корди на небесах помогает Ангелу выиграть в казино, где никто не выигрывает. В итоге все друзья оказываются в комнате хозяина казино, завязывается драка, в результате которой Лорн разбивает магический шар, в котором находятся проигранные казино Судьбы, и они возвращаются к хозяевам. Возвратившись в ЛА, Друзья обнаруживаю посреди холла своей гостинцы Корделию, которая никого не помнит. |            |                                                                |                   |                                              |                 |             |                     |
| 70 | 4          | «Slouching Toward Bethlehem» «На пути к Вифлеему»              | Скип Скулник      | Джеффри Белл                                 | 27 октября 2002 | 4ADH04      | 4.13                |
| Коннор спасает семью, и после этого тайком пробирается в агентство. Там он наблюдает как друзья пытаются наладить контакт с Корделией, которая по возвращении ничего не помнит. Ангел и компания пытаются скрыть от Корди некоторые подробности их странной жизни, но у них это плохо получается и они открывают ей всю правду. Затем они просят Лорна прочесть ауру Корделии. То, что он там увидел, заставило его убежать от неё. Корди, бродя по отелю, встречает монстра, пожирающего плоть, Коннор спасает её и уводит в своё жилище. «Вольфрам и Харт» посылают людей за Корделией. Корделия решает остаться с Коннором. |            |                                                                |                   |                                              |                 |             |                     |
| 71 | 5          | «Supersymmetry» «Суперсимметрия»                               | Билл Л. Нортон    | Элизабет Крафт и Сара Фэин                   | 3 ноября 2002   | 4ADH05      | 3.64                |
| Заметки Фред печатают в журнале, а потом её приглашают выступить с докладом. Туда приходит Уэсли, а за ним и Лайла Морган. На Фред нападают во время наступления. Ангел и Ганн пытаются выяснить кому надо было это нападение. Ганн и Ангел а также Фред разными путями приходят, что это профессор Сайдет отправил её через портал в Пайли. Фред решает отомстить профессору и приходит за помощью к Уэсли. А между тем во время охоты Коннор и Корделия целуются… Ганн ради Фред отправляет профессора в портал. |            |                                                                |                   |                                              |                 |             |                     |
| 72 | 6          | «Spin the Bottle» «Бутылочка»                                  | Джосс Уидон       | Джосс Уидон                                  | 10 ноября 2002  | 4ADH06      | 3.63                |
| Корделия пытается выяснить о своём прошлом и том были ли у них с Ангелом отношения. Лорн пытаясь помочь Корди и друзьям приносит бутылочку с чарами, которые помогут Корди все вспомнить. Во время обряда, Корди разбивает бутылочку и все превращаются в 17-летними подростками, не помнящими друг друга. Лорн исправляет свою же ошибку и возвращает всем память, но все имеет свои последствия… |            |                                                                |                   |                                              |                 |             |                     |
| 73 | 7          | «Apocalypse, Nowish» «Не желаете апокалипсис (Огненный дождь)» | Верн Гиллам       | Стивен С. Денайт                             | 17 ноября 2002  | 4ADH07      | 4.25                |
| После того как Корделии вернулась память она видит видения про Зверя, который приходит и приносит смерть всем на своём пути. Они с Коннором идут на разведку и на том месте где родился Коннор перед ними и с под земли встаёт Зверь, который бьёт Коннора и уходит. Тем временем в отеле Ангел, Лорн, Чарльз и Уэсли пытаются расшифровать данные которые Лайла вытащила с головы Лорна, и оказывается что это место на небоскребе. Когда они приходят Зверь справляется с ними и на прощание говорит Ангелу что Коннор её не защитит, после этого улетает в небо, с которого начинает падать огонь. Корделия с Коннором, смотря на небо, начинают целоваться и Ангел все это видит. |            |                                                                |                   |                                              |                 |             |                     |
| 74 | 8          | «Habeas Corpses» «Законодательный труп»                        | Скип Скулник      | Джеффри Белл                                 | 15 января 2003  | 4ADH08      | 4.01                |
| После ночи с Коннором Корделия говорит что не может быть с ним и возвращается в отель. Уэсли бросает Лайлу, и советует ей уехать. Коннор идёт в «Вольфрам и Харт» чтобы узнать кто он или что, и как он связан со Зверем. Но не получает ответа, так как на них нападает Зверь. Он убивает всех, и здание запаковывает себя чтобы никто не мог ни войти не выйти. Уэсли спасает Лайлу и говорит Ангелу где его сын. Они спасают Коннора. После чего Ангел говорит чтобы Корделия убиралась с отеля вместе с Коннором, и она понимает что Ангел все видел. |            |                                                                |                   |                                              |                 |             |                     |
| 75 | 9          | «Long Day's Journey» «Долгое путешествие»                      | Терренс О’Хара    | Мер Смит                                     | 22 января 2003  | 4ADH09      | 3.46                |
| Корделия рассказывает Коннору что Ангел знает о них. Зверь собирает тотемы бога Ра для того чтобы затмить солнце и на земле была вечная ночь. Тотемы спрятаны в людях, Ангел и его команда находят последнего но не уберегают его. В схватке со Зверем, когда тот пришёл к Коннору, Уэсли и Фред создают портал и заталкивают туда Зверя. Солнце исчезает. Но он возвращается и называет Ангела Ангелусом. Уэсли говорит что нужно вернуть Ангелуса, чтобы узнать кто этот зверь и убить его. |            |                                                                |                   |                                              |                 |             |                     |
| 76 | 10         | «Awakening» «Пробуждение»                                      | Джеймс А. Контнер | Дэвид Фьюри и Стивен С. Денайт               | 29 января 2003  | 4ADH10      | 3.1                 |
| Уэсли находит шамана который может забрать душу и вернуть её для того чтобы узнать как Ангелус связан со Зверем. Они запираются в клетке и шаман пытается убить Ангела. Убив шамана команда находит на нём историю их существования. оказывается что шаман служит Зверю, а его противники хотели смерти Зверя и выковали меч которым его можно убить. Корделия видит где находится меч. Ангел, Корделия, Уэсли и Коннор отправляются за мечом. Найдя его Ангел и Корди попадают в ловушку, где объясняются друг другу в любви. Коннор увидев это убегает. Придя в отель на друзей нападает Зверь. Ангел убивает его при помощи Коннора. После чего Корди и Ангел занимаются любовью. После чего Ангел становится Ангелусом. Оказываясь в клетке становится ясным что это была иллюзия. Но теперь есть Ангелус и он непредсказуем.                 |            |                                                                |                   |                                              |                 |             |                     |
| 77 | 11         | «Soulless» «Бездушный»                                         | Шон Эстин         | Элизабет Крафт и Сара Фэин                   | 5 февраля 2003  | 4ADH11      | 3.46                |
| Ангел очнулся без души. Уэсли прячет душу Ангела в сейф, объясняет всем что может сделать Ангелус и как всем с ним вести. Затем Уэс спускается в подвал и пытается выведать у него информацию, но все тщетно. Ангелус извращает все события и чувства происходящие в агентстве между друзьями и тем самым приближает конфликт и раскрывает некоторые секреты. После всех перипетий Корделия предлагает Ангелусу сделку, он соглашается. Но информация оказалась бесполезной и Корди разрывает сделку, говоря что они возвращают ему душу. Но она пропала. |            |                                                                |                   |                                              |                 |             |                     |
| 78 | 12         | «Calvary» «Голгофа»                                            | Билл Л. Нортон    | Джеффри Белл, Стивен С. Денайт и Мер Смит    | 12 февраля 2003 | 4ADH12      | 3.69                |
| Уэс, Корди и Коннор идут к шаману чтоб узнать где душа Ангела. А в подвале тем временем появляется Лайла Морган и пытается «вразумить» Ангелуса. Ангелус делится догадкой со всеми, что Зверь не главный и кто-то дергает его за ниточки. Лайла даёт книгу, которую достала в другом измерении на чёрном рынке, где вставлена одна страница, которой нет не в одной книге. Все пытаются найти догадку, и ангел тем временем снова сеет разруху в душе каждого. Корделии приходит ведение как вернуть душу Ангелусу. |            |                                                                |                   |                                              |                 |             |                     |
| 79 | 13         | «Salvage» «Спасение»                                           | Джефферсон Кибби  | Дэвид Фьюри                                  | 5 марта 2003    | 4ADH13      | 3.72                |
| Ангелус обманывает всех и выходит из клетки, с помощью Корделии. Все начинают его поиски, а Лайла и Корди остаются в агентстве, Ангелус возвращается за едой и Корди помогая убить её, перед смертью говорит, что она специально вызволила его. Уэсли готов убить Лайлу, чтобы она не превратилась в вампира, но она является к нему призракам. Корделия оказывается тем самым хозяином, который дергает зверя за ниточки. А Уэсли идёт в тюрьму к Фэйт просить помощи. Ангелус ищет зверя, у него послание для него. Ангелус заманивает Фэйт в ловушку к Зверю. |            |                                                                |                   |                                              |                 |             |                     |
| 80 | 14         | «Release» «Освобождение»                                       | Джеймс А. Контнер | Стивен С. Денайт, Элизабет Крафт и Сара Фэин | 12 марта 2003   | 4ADH14      | 3.91                |
| Ангелус рассказывает вампирам как он убил зверя и заманил истребительницу в ловушку. Затем в его голову проникает истинное зло и говорит с ним. Корделия просит Коннора некому не рассказывать о том, что она ждёт ребёнка. Тем временем Фэйт в ванной у Уэсли выпускает «пар». Ангелус приходит в агентство и крадёт рукописи и книги о звере и его хозяине. К нему приходит хозяин и предлагает ему работать на него, взамен на то, что тот отдаст ему душу. Фэйт продолжают разыскивать Ангелуса, и они его находят… |            |                                                                |                   |                                              |                 |             |                     |
| 81 | 15         | «Orpheus» «Орфей»                                              | Терренс О’Хара    | Мер Смит                                     | 19 марта 2003   | 4ADH15      | 3.91                |
| Фэйт нейтрализует Ангелуса с помощью своей крови, вколов себе большую долю наркотика. Наркотик который вколола себе Фэйт называется «Орфей» и является очень сильное действие. Фэйт находится без сознания и постоянно бредит. Лорн говорит, что это действие наркотика. А Корделия пытается манипулировать Коннором. Фэйт и Ангелус оказываются в 1902 году и наблюдают за Ангелом. Коннор настаивает на убийстве Ангелуса. В агентстве появляется Уилоу. |            |                                                                |                   |                                              |                 |             |                     |
| 82 | 16         | «Players» «Игроки»                                             | Майкл Гроссман    | Джеффри Белл, Элизабет Крафт и Сара Фэин     | 26 марта 2003   | 4ADH16      | 3.45                |
| В агентство приходит Гвен и просит помощи от Ганна, вместе они отправляются на вечеринку на которой им предстоит украсть нечто. Остальные тем временем пытаются что-то узнать о том, что носит в себе Корделия. Ангел с друзьями устраивают ловушку и вычисляют кто хозяин. Коннор мешает им захватить Корди и они скрываются вместе. Зло в лице Корди пытается запутать Коннора. Призрак Дарлы пытается вразумить сына. Тем временем Ангел с друзьями пытает Скипа, проводника и выясняют что все они были пешками в игре Зла. |            |                                                                |                   |                                              |                 |             |                     |
| 83 | 17         | «Inside Out» «Появление на свет»                               | Стивен С. Денайт  | Стивен С. Денайт                             | 2 апреля 2003   | 4ADH17      | 3.55                |
| Ангел не смог убить Корделию и на свет появляется божество, которому все начинают поклоняться, видя в ней совершенство. Божество рассказывает всем о мире который существовал далеко до появления человека, и ведёт всех на борьбу со злом. Все стараются угодить божеству. Однако в толпе появляется мужчина, который пытается его убить. Божеству дают имя Жасмин. |            |                                                                |                   |                                              |                 |             |                     |
| 84 | 18         | «Shiny Happy People» «Счастливые и радостные люди»             | Марита Грабиак    | Элизабет Крафт и Сара Фэин                   | 9 апреля 2003   | 4ADH18      | 3.92                |
| Фред видит истинную сущность высшей силы и идёт в больницу к мужчине. Он находится в психиатрическом отделении и говорит ей о том что она призвана убить её. Возвращаясь назад она делится всем Уэсли, но он её предаёт. и друзья начинают охоту на неё. Она убегает из отеля и начинает прятаться. |            |                                                                |                   |                                              |                 |             |                     |
| 85 | 19         | «The Magic Bullet» «Волшебная пуля»                            | Джеффри Белл      | Джеффри Белл                                 | 16 апреля 2003  | 4ADH19      | 4.09                |
| Ганн и Уэс пытаются найти Фред, но ей удаётся обмануть их и убежать. Она пытается выяснить о массовом гипнозе, думаю что Жасмин манипулирует всеми. А Жасмин тем временем пытается найти Фред с помощью объединений сил, и натравляет всех жителей ЛА, которые ей поклоняются на Фред. И ей это пости удалось. Фред прячась от всех попадает к демону, который не поклоняется Жасмин. Но Жасмин находит Фред. И помогает Ангелу тоже увидеть истинное лицо богини. Ангел придумывает как освободить остальных от виляния чар, но с Коннором это не срабатывает. |            |                                                                |                   |                                              |                 |             |                     |
| 86 | 20         | «Sacrifice» «Жертвоприношение»                                 | Дэвид Стрэйтон    | Бен Эдлунд                                   | 23 апреля 2003  | 4ADH20      | 3.71                |
| Жасмин начинает охоту на всех кто освободился о её чар. Жасмин питается людьми и исцеляет себя и Коннора. Ангел и команда пытаются спрятаться в подземных тоннелях, где натыкаются на банду людей неподвластных чар богини. Жасмин приручает губернатора и говорит что скоро все падут перед ней. Ангел в туннелях охотятся на монстра, который рассказывает Уэсли о том что они знали богиню до того как она пришла на землю. Ангелу приходится покинуть друзей, ради спасения мира. |            |                                                                |                   |                                              |                 |             |                     |
| 87 | 21         | «Peace Out» «Умиротворение»                                    | Джефферсон Кибби  | Дэвид Фьюри                                  | 30 апреля 2003  | 4ADH21      | 4.04                |
| Коннор схватил Уэсли, Ганна, Фред и Лорна и пытается выяснить у них где находится Ангел. А он попадает в другое измерение и пытается узнать настоящее имя Жасмин, для этого ему приходится сразиться с хранителем. Коннор старается выяснить где Жасмин и что происходит. Друзья сидя в клетке приходят к выводу что Жасмин можно остановить с помощью Корделии. Жасмин вещают на весь земной шар, скоро вся земля будет под её господством. Возвращается Ангел и показывает всем истинное лицо Жасмин. Друзья выбираются из клетки. Коннор убивает Жасмин. |            |                                                                |                   |                                              |                 |             |                     |
| 88 | 22         | «Home» «Дом»                                                   | Тим Майнир        | Тим Майнир                                   | 7 мая 2003      | 4ADH22      | 3.95                |
| Ангел приходит в агентство и рассказывает друзьям что случилось. Там же появляется Лайла Морган и предлагает всему составу стать Старшими партнёрами «Вольфрам и Харт» и иметь главный пакет акций. Она объясняет это тем, что они убив Жасмин опять устроили хаос на земле. Все в шоке и говорят, что они предотвратили господство Жасмин, но у Лайлы своя точка зрения, и ндо сказать очень даже убедительная. Ангел с друзьями решает поехать просто на разведку в компанию, но там он принимает сложное решение, ради спасения Коннора и Корделии. |            |                                                                |                   |                                              |                 |             |                     |